# Zuglio
Zuglio (en frioulan : Zui) est une commune de l'ancienne province d'Udine, dans la région Frioul-Vénétie Julienne, en Italie.

## Géographie

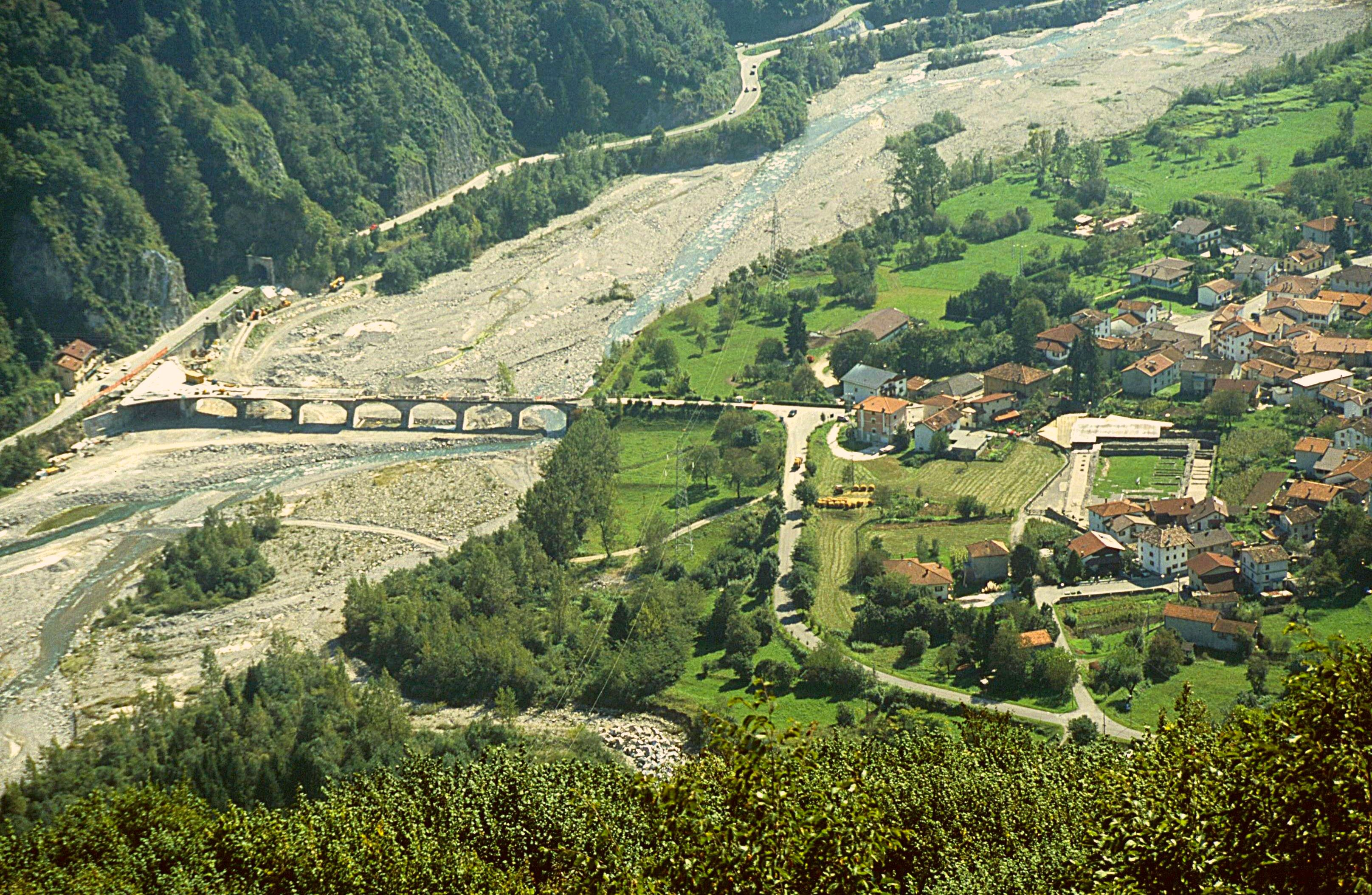
La vallée du But.

La commune fait partie de la zone géographique de Carnie dans le nord-ouest du Frioul, à environ 60 km au nord d'Udine. Elle se situe dans la vallée du But au sein des Alpes carniques, sur la route menant de Tolmezzo à la frontière autrichienne au col du Monte Croce Carnico.

## Histoire
Zuglio portait à l'époque romaine le nom de Iulium Carnicum qui rappelait sa position dans le pays des Carni. La ville occupait une position stratégique près de la via Iulia Augusta, une route qui, d'Aquilée, suivait la vallée du Tagliamento puis celle du But et, de là, montait jusqu'au col du Monte Croce Carnico en direction du Norique. Iulium Carnicum a été fondé au milieu du Ier siècle av. J.-C. comme simple vicus et est devenu une colonie romaine au siècle suivant.
Vers la fin des années 1930, Vittorio Macchioro a fouillé les vestiges du forum, place rectangulaire pavée de dalles de calcaire et entourée d'un portique, bordée d'un temple au nord et d'une basilique à usage civil au sud.
Iulium Carnicum fut le siège d'un évêché à la fin de l'Antiquité, du IVe au VIIIe siècle ; aujourd'hui c'est un siège titulaire épiscopal de l'Église catholique créé en 1967.

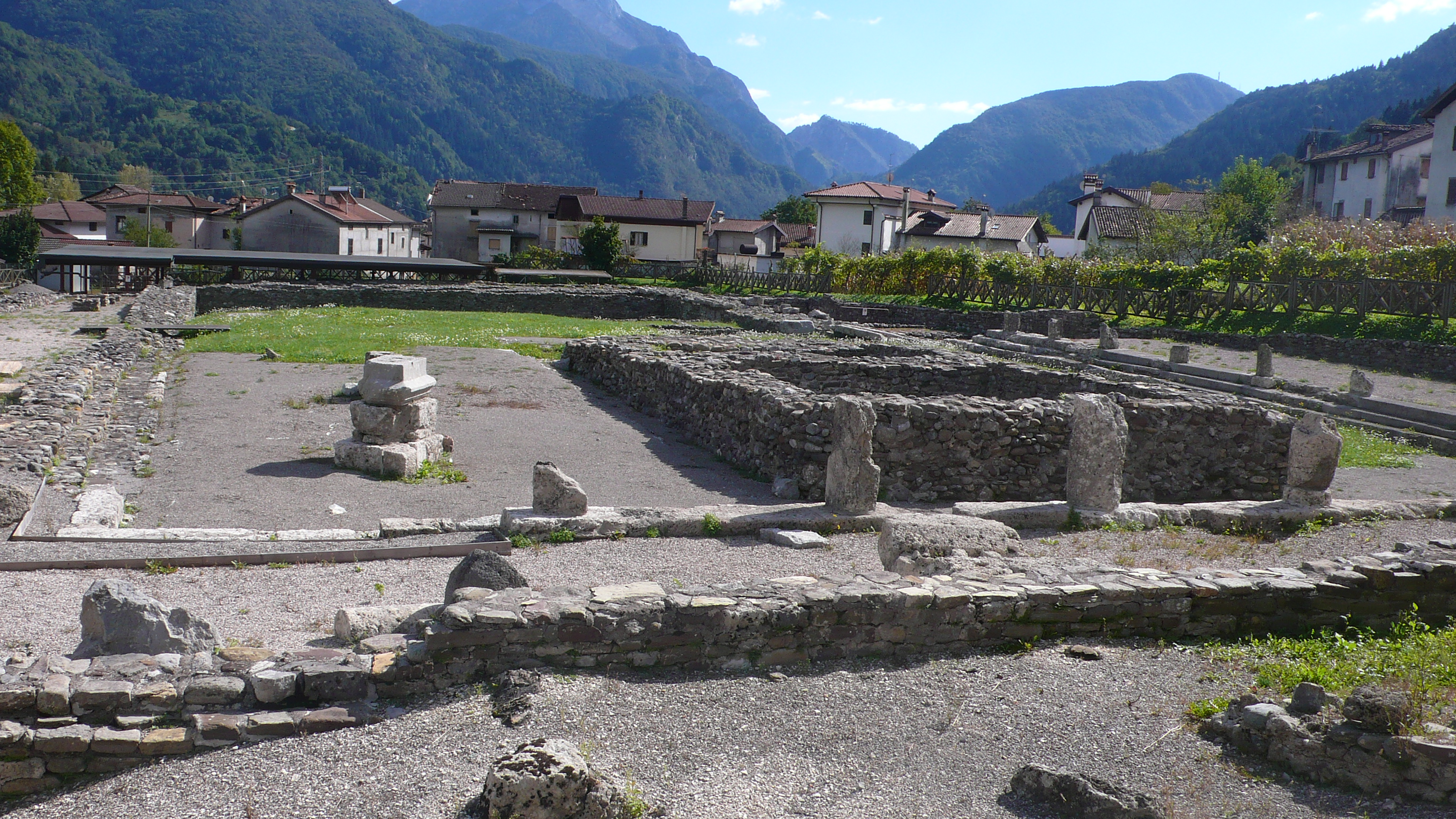
Le forum, vue d'ensemble.
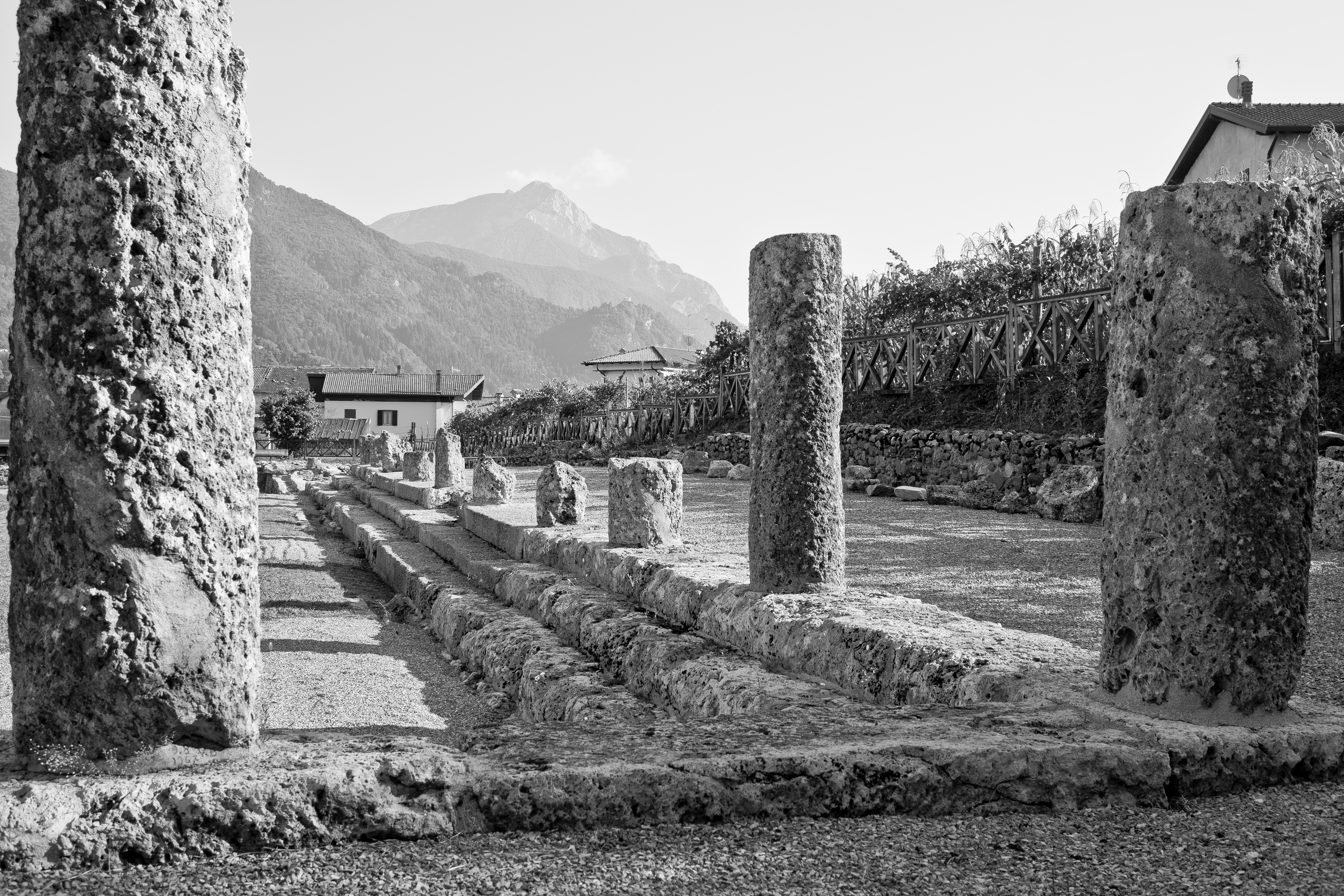
Le forum, détail.
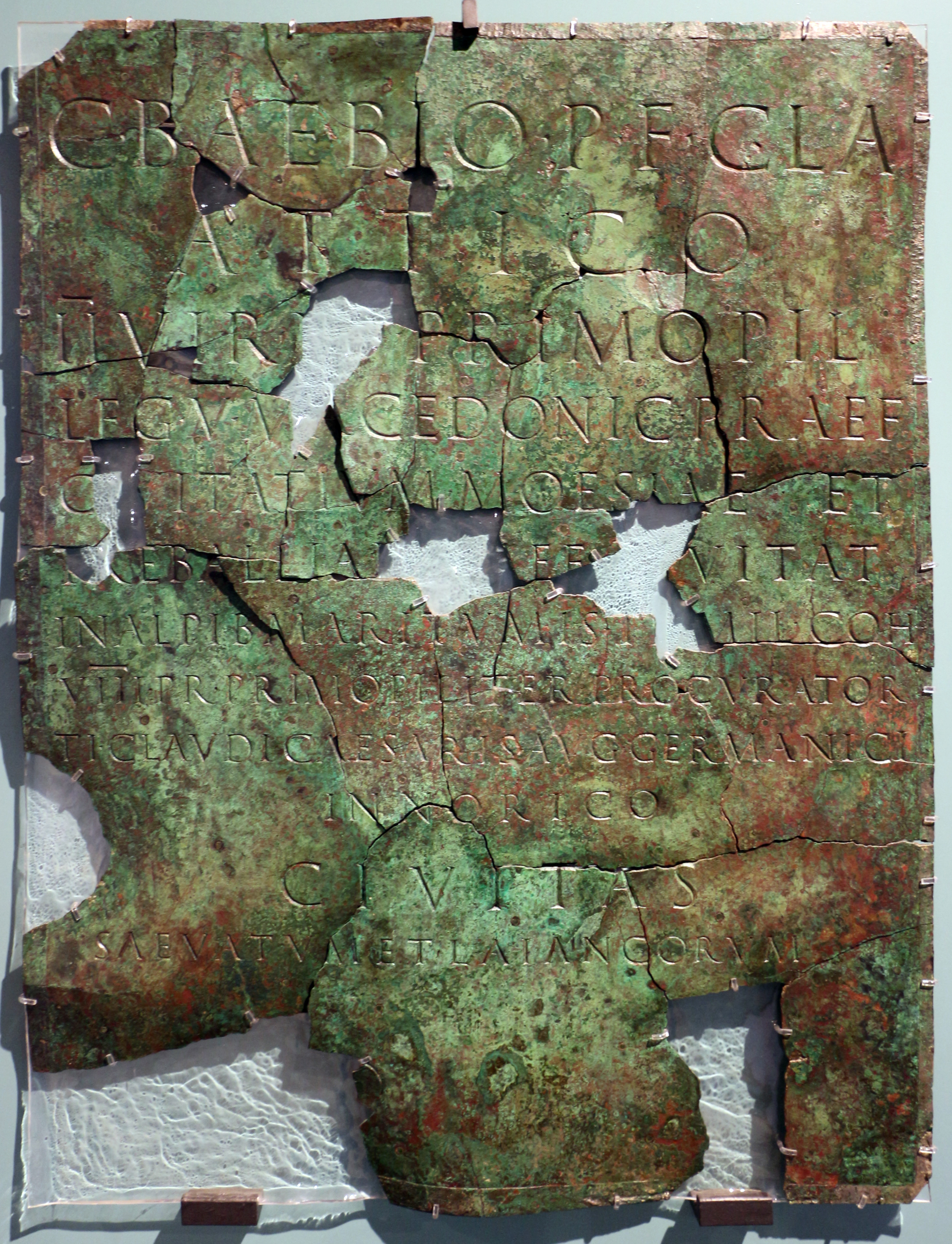
Inscription en l'honneur de Caius Bebius Atticus, découverte au forum (CIL V 1838). Musée archéologique national de Cividale del Friuli.
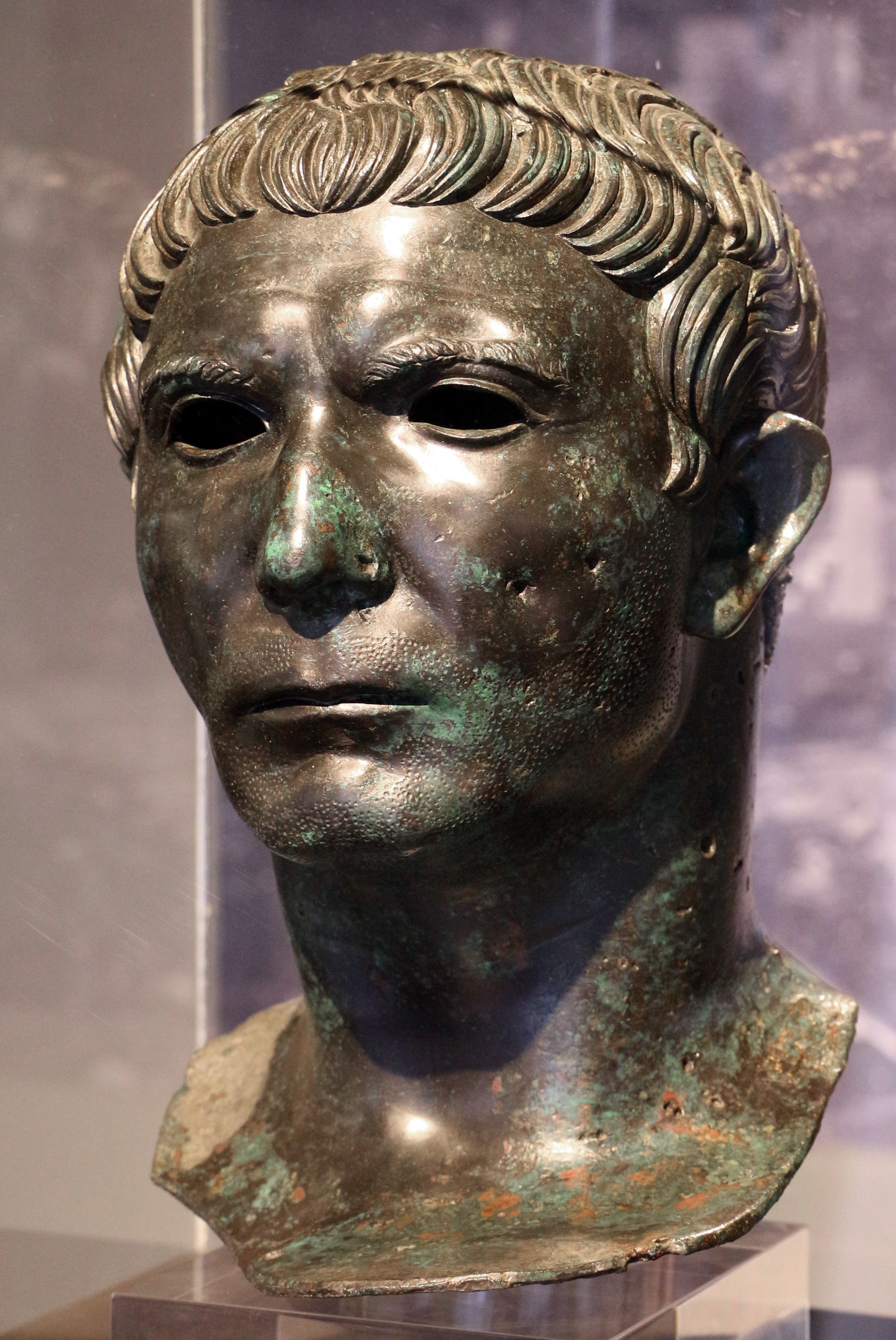
Tête en bronze du Ier siècle, découverte au forum. Musée archéologique national de Cividale del Friuli.

## Administration
| Période                                  | Période | Identité | Étiquette | Qualité |
| ---------------------------------------- | ------- | -------- | --------- | ------- |
|                                          |         |          |           |         |
| Les données manquantes sont à compléter. |         |          |           |         |

### Hameaux
Fielis, Formeaso, Sezza.

### Communes limitrophes
Arta Terme, Lauco, Sutrio, Tolmezzo.

## Lieux et monuments
- Pieve San Pietro in Carnia, église située à l'écart du bourg, à environ trois kilomètres. Cette piève, construite entre le début du XIVe siècle et le début du XVIe siècle, est la plus ancienne des pièves de Carnie.
- Musée archéologique municipal Iulium Carnicum (Civico Museo archeologico Iulium Carnicum (it)), créé en 1995 et installé dans une demeure du XVIIe siècle à proximité de l'antique forum. Y sont exposés des objets provenant des fouilles de la ville romaine et d'autres sites de Carnie. Cependant, l'important ensemble de bronzes découverts anciennement au forum est conservé au Musée archéologique national de Cividale del Friuli.

## Jumelages
- Rosegg (Autriche)